# Anne Schnider
 (août 2024).
Si vous disposez d'ouvrages ou d'articles de référence ou si vous connaissez des sites web de qualité traitant du thème abordé ici, merci de compléter l'article en donnant les références utiles à sa vérifiabilité et en les liant à la section « Notes et références ».
Pour les articles homonymes, voir Schnider.
Anne Schnider (née à Grenoble en 1947) est une artiste peintre suisse.

## Biographie
Dès son enfance, Anne Schnider manifeste un intérêt pour l'art en général, en particulier pour le dessin et musique. Elle effectue des études classiques littéraires en France. Elle arrive en Suisse en 1968, où elle vit toujours actuellement sur la Riviera Lémanique. Elle se forme aux différentes techniques de peinture (huile, aquarelle, peinture sur bois, dessin d'académie et acrylique) dans l'atelier de peintres et école d'arts plastiques à Lausanne.
Depuis 1992, elle expose régulièrement en Suisse, en France, en Autriche et en Italie. Elle a obtenu quelques distinctions pour ses travaux. 

## Style artistique
Ses œuvres contemporaines, aux tendances résolument abstraites le plus souvent, s'imposent par leur vigueur, leur énergie, leur construction rigoureuse, toutes choses révélatrices d'une démarche en profondeur ainsi que d'un travail mené, lui aussi, avec rigueur et constance. Pour autant, la dimension poétique de l'œuvre n'est nullement négligée. Anne Schnider préfère suggérer plutôt que reproduire fidèlement l'objet. C'est une peinture qui invite aux rêves par une juxtaposition de couleurs, d'effets de lumière, de transparence, de matière. La couleur, différents médium et minéraux sont travaillés et disposés en couches successives dans une composition qui recherche harmonie et beauté.
Ses œuvres font partie de nombreuses collections privées.

## Expositions
2009
- 10e marché d'art contemporain, Soleure (Suisse) Du 20 novembre 2009 au 9 janvier 2010
- Galerie Les 3 Soleils, Epesses, Suisse Du 14 mai au 7 juin 2009
- Galerie, Art & Cadre, Versoix/Genève (Suisse) Du 2 mars au 30 avril 2009

2008
- Salon IMMAGINA, Reggio Emilia (Italie) Du 28 novembre au 1er décembre 2008
- Kunstmarkt, Soleure (Suisse) Du 14 novembre 2008 au 3 janvier 2009
- Salon Salzbourg (Autriche) Du 14 au 16 novembre 2008
- Exposition "Tendance Abstraction", Galerie Del Mese, Meisterschwanden (Suisse), Du 9 au 30 août 2008

2007
- Kunst-Forum-International – Meisterschwanden (Suisse) du 15.09 au 29.09.2007
- Nestlé Orbe - Suisse du 20 novembre 2007 au 15 janvier 2008

2006
- Janvier et février - La Passerelle, route de Genève 32 à Lausanne
- Jur'ART – Authume (France) 13-14-15 octobre 2006
- Kunst-Forum-International – Meisterschwanden, Suisse du 21.10 au 04.11.2006
- Kunstmesse Salzburg (Autriche) du 09.11.06 au 13.11.06

2005
- ART FORUM - du 6 au 10 avril 2005 Au centre des congrès et d'expositions à Montreux -        Suisse
- Galerie Thuillier - Paris janvier-février-mars 2005
- Ernst & Young et Andersen Petit Lancy/ Genève - Suisse Du 10 mars au 31 mai 2005
- Invitée d'honneur au VIème Salon international des Arts, Maison de la culture à   Montauban, France. Du 5 au 17 septembre 2005

2004
- Février/mars: Exposition à la galerie Thuillier, Paris
- Mai : Europ'art à Genève
- Mai: Salon international des Beaux-Arts Maures-Estérel
- Académie internationale de Lutèce Salon de l'Espace Saint-Martin, Paris du 12 au 19 septembre 2004
- Galerie Thuillier, Paris, du 3 septembre au 18 décembre 2004
- GALERIE ART&CADRE, Place Charles David 1 (Route Suisse), 1290 VERSOIX du 2 décembre au 30 décembre 2004

2003
- Exposition du 10 mai au 27 juillet à la Maison d’Art et d'artisanat à Sembrancher
- Mai: Exposition au centre culturel de Saint-Raphaël – France.
- Médaille de bronze au concours international des Beaux-Arts Maures-Estérel.

2001
- Art Forum à Montreux

2000
- Exposition à l'ECA, exposition personnelle
- Galerie du Théâtre de La Grenette, exposition personnelle

1997
- Résidence Byron, Villeneuve, exposition personnelle

1996
- Villa anglaise, exposition personnelle

1995
- Joli-Bois, Chamby, exposition collective

1993
- Hôpital de Montreux, exposition collective

1992
- Maison Visinand, exposition collective